# بيرت فولتون
بيرت فولتون (بالإنجليزية: Bertie Fulton)‏ (6 نوفمبر 1906 في المملكة المتحدة - 5 مايو 1979 في المملكة المتحدة) هو لاعب كرة قدم أيرلندي شمالي في مركز الدفاع، شارك في الألعاب الأولمبية الصيفية 1936. وشارك مع منتخب أيرلندا لكرة القدم ومنتخب المملكة المتحدة الوطني لكرة القدم. أما مع النوادي، فقد لعب مع نادي دوندالك وLondon Caledonians F.C. ‏ ونادي لارن ‏ وBelfast Celtic F.C. ‏.

## وصلات خارجية
- بيرت فولتون على موقع الاتحاد الدولي (مؤرشف)  (الإنجليزية)
- بيرت فولتون على موقع قاعدة بيانات كرة القدم.إي يو (الإنجليزية)
- بيرت فولتون على موقع ناشيونال فوتبول تيمز (الإنجليزية)
- بيرت فولتون على موقع أوليمبيديا (الإنجليزية)